# Megalithanlagen im Jonstrup Vang
Die Megalithanlagen im Jonstrup Vang liegen in einem Waldgebiet östlich von Jonstrup, das unterhalb des Søndersø liegt. Der Wald liegt etwa 15 Kilometer nordwestlich von Kopenhagen auf der Insel Seeland in Dänemark. Das Gebiet besteht aus sechs Waldgebieten rund um Værløse. Dies sind: der Bøndernes Hegn, der Store und Lille Hareskov, Jonstrup Vang, der Kollekolle und der Nørreskoven. 
Im Wald befinden sich Steinkisten, Rund- und Langdysser. Die Runddyssen von Jonstrup Vang 1 + 2 (auch Afd. 83 und 87 genannt) liegen in einem hügeligen Gelände („Madses Bakke“) im Wald Jonstrup Vang, südlich von Værløse auf der Insel Seeland in Dänemark.

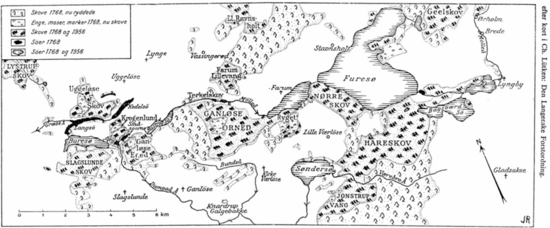
Værløse etwa 1736

## Beschreibung
Runddysse 1 ist ein von neun Randsteinen (von denen nur einer steht) gefasster Hügel, von etwa 10,5 m Durchmesser mit der mittig positionierten Kammer einer etwa 1,05 m langen Steinkiste, bestehend aus vier relativ dünnen einwärts geneigten Tragsteinen und einem klobigen Deckstein.
Runddysse 2 ist ein restaurierter von 10 Randsteinen, gefasster etwa 0,75 m hoher Hügel, von etwa 8,0 m Durchmesser mit der mittig positionierten Kammer einer Steinkiste, bestehend aus zwei langen und einem kurzen Tragstein und einem gewölbten Deckstein.
Etwa 400 m entfernt liegt der schlecht erhaltene Langdysse 1 von Jonstrup Vang (auch Afd. 105 genannt) und weiter westlich der kaum besser erhaltene Langdysse 2 von Jonstrup Vang (auch Afd. 69 genannt) sowie das Jonstrup Vang Megalitgrav (auch Rillesten genannt) der Rest einer etwa 1,7 m lange und 0,5 m breite Steinkiste (dänisch Hellekiste) ohne Deckstein.